# Aglais connexa
Aglais connexa är en fjärilsart som beskrevs av Butler 1881. Aglais connexa ingår i släktet Aglais och familjen praktfjärilar. Inga underarter finns listade i Catalogue of Life.